# Tirreno-Adriático 1993
La XXVIII edición del Tirreno-Adriático se disputó entre el 10 y el 17 de marzo de 1993 con un recorrido de 1.431 kilómetros con salida en Ostia y llegada a San Benedetto del Tronto. El ganador de la carrera fue el italiano Maurizio Fondriest del Lampre-Polti.

## Etapas
| Etapa | Fecha       | Recorrido                                  | km    | Ganador            | Líder              |
| ----- | ----------- | ------------------------------------------ | ----- | ------------------ | ------------------ |
| 1ª    | 10 de marzo | Ostia - Fiuggi                             | 189,0 | Erik Zabel         | Erik Zabel         |
| 2ª    | 11 de marzo | Fiuggi - Isola del Liri                    | 179,0 | Maurizio Fondriest | Jesper Skibby      |
| 3ª    | 12 de marzo | Ferentino - Avezzano                       | 184,0 | Giovanni Fidanza   | Jesper Skibby      |
| 4ª    | 13 de marzo | Avezzano - Castel di Lama                  | 225,0 | Maurizio Fondriest | Maurizio Fondriest |
| 5ª    | 14 de marzo | Grottammare - Porto Sant'Elpidio           | 163,0 | Endrio Leoni       | Maurizio Fondriest |
| 6ª    | 15 de marzo | Recanati - Porto Recanati                  | 170,0 | Uwe Raab           | Maurizio Fondriest |
| 7ª    | 16 de marzo | Monte San Pietrangeli - Porto Sant'Elpidio | 160,0 | Rolf Sørensen      | Maurizio Fondriest |
| 8ª    | 17 de marzo | S.B del Tronto - S.B del Tronto            | 161,0 | Massimo Strazzer   | Maurizio Fondriest |

## Clasificaciones finales

### General
| Posición | Ciclista            | Equipo              | Tiempo      |
| -------- | ------------------- | ------------------- | ----------- |
| 1        | Maurizio Fondriest  | Lampre-Polti        | 38h 29' 36" |
| 2        | Andrei Tchmil       | GB-MG Maglificio    | + 9"        |
| 3        | Stefano Della Santa | Mapei               | + 10"       |
| 4        | Andrea Chiurato     | Gatorade            | + 11"       |
| 5        | Davide Rebellin     | GB-MG Maglificio    | + 12"       |
| 6        | Alberto Elli        | Ariostea            | + 15"       |
| 7        | Erik Zabel          | Team Telekom        | + 16"       |
| 8        | Alberto Volpi       | Mecair-Ballan       | + 17"       |
| 9        | Udo Bölts           | Team Telekom        | + 17"       |
| 10       | Aleksandr Shefer    | Navigare-Blue Storm | + 17"       |